# يان وادزورث
يان وادزورث (بالإنجليزية: Ian Wadsworth)‏ (24 سبتمبر 1966 في المملكة المتحدة - ) هو لاعب كرة قدم بريطاني في مركز الهجوم. لعب مع نادي دونكاستر روفرز وهدرسفيلد تاون.